# Franz-Josef Steinmetz
Franz-Josef Steinmetz SJ (* 8. September 1931 in Krefeld; † 14. Oktober 2020 in Frankfurt am Main) war ein deutscher Jesuit, Autor und Chefredakteur.

## Leben
1964 trat er in das Noviziat der Niederdeutschen Provinz in Ascheberg bei Münster ein. An der Theologischen Fakultät in Trier wurde er 1968 bei Wilhelm Thüsing zum Doktor der Theologie promoviert. Er war von 1973 bis 1984 Spiritual am Priesterseminar Sankt Georgen und wieder seit 2003. Von 1987 bis 1993 war er Spiritual am Collegium Germanicum et Hungaricum in Rom. 1993 ernannte ihn der Provinzial zum Chefredakteur der Zeitschrift „Geist und Leben“.

## Schriften (Auswahl)
- Befreit aus Enge und Zwang. Jesu Moral für den Menschen. Stuttgart 1974, ISBN 3-460-08101-5.
- Damit der Geist komme. Impulse aus der Jesus-Geschichte. Würzburg 1979, ISBN 3-429-00607-4.
- Wie weit ist es bis Ephesus? Kirche im Prozess. Salzburg 1989, ISBN 3-7013-0756-3.
- Der göttliche Unbekannte. Bilder vom Wirken des Heiligen Geistes. Würzburg 1997, ISBN 3-429-01879-X.